# Andrea Belotti
Andrea Belotti (sinh ngày 20 tháng 12 năm 1993) là một cầu thủ bóng đá chuyên nghiệp người Ý chơi ở vị trí tiền đạo cắm cho câu lạc bộ Como tại Serie A.
Với biệt danh Il Gallo (The Rooster), Belotti bắt đầu sự nghiệp của mình với AlbinoLeffe. Sau đó anh đã được ký bởi Palermo, nơi anh giành chức vô địch Serie B trong mùa giải 2013-14, trước khi được Torino ký kết vào năm 2015.
Anh là một cựu cầu thủ đội U-19 Ý, cùng với U-20 và U-21, và tham gia giải vô địch U-21 châu Âu vào năm 2015. Anh đã được ra mắt đội tuyển quốc gia lần đầu tiên vào năm 2016.

## Sự nghiệp câu lạc bộ
Anh có những bước đầu tiên của mình trong sự nghiệp với tư cách cầu thủ ở một trường của Gorlago. Sau buổi thử nghiệp không thành công với Atalanta, anh đã được ký bởi AlbinoLeffe và trải qua hệ thống đào tạo thiếu niên của họ. Anh ra mắt đội hình một vào mùa giải 2011-12, thi đấu 8 trận tại Serie B và ghi 2 bàn.

### Palermo
Vào ngày 2 tháng 9 năm 2013, anh được cho mượn với mức phí €500.000 (với một điều khoản mua lại 2,5 triệu €) bởi Palermo ở Serie B. Anh có trận ra mắt với đội bóng đảo Sicilia vào ngày 24 tháng 9 năm 2013, thay thế cho Davide Di Gennaro trong trận đấu với Bari, và kiến tạo cho Kyle Lafferty trong trận thua 1-2. Anh ghi bàn đầu tiên cho Rosaneri vào ngày 5 tháng 10 với Brescia. Vào ngày 3 tháng 5 năm 2014, đội bóng của anh được thăng hạng lên Serie A sau khi giành chiến thắng 1-0 trước Novara. Anh kết thúc mùa giải với 10 bàn thắng ghi được trong giải đấu. Vào ngày 18 tháng 6 năm 2014, Palermo đã thực hiện quyền mua lại một nửa hợp đồng của mình trong quyền đồng sở hữu, với một lựa chọn để mua một nửa còn lại với giá 3,5 triệu euro.
Anh có trận ra mắt ở Serie A vào ngày 31 tháng 8 năm 2014, ở tuổi 20, thay thế cho Paulo Dybala trong trận hòa 1-1 trên sân nhà với Sampdoria. Vào ngày 12 tháng 9, Palermo tuyên bố họ đã mua lại phần còn lại của hợp đồng. Vào ngày 24 tháng 9, anh ghi hai bàn thắng đầu tiên trong sự nghiệp của mình ở Serie A, một sự khởi đầu trong trận hòa 3-3 với Napoli. Vào ngày 13 tháng 12, anh ghi bàn thắng trong trận đấu với Sassuolo, mang về chiến thắng 2-1 cho Palermo. Anh chơi 38 trận trong suốt mùa giải, phần lớn là cầu thủ dự bị, trong đó anh ghi 6 bàn.

### Torino
Vào ngày 18 tháng 8 năm 2015, anh đã chính thức ký kết bởi Torino với khoản phí là 7,5 triệu Euro. Anh ghi bàn thắng đầu tiên của mình ở Serie A cho Torino trong chiến thắng 2-0 trước Bologna. Vào ngày 16 tháng 1 năm 2016, anh ghi bàn đầu tiên cho Torino trong chiến thắng 4-2 trước Frosinone. Vào ngày 20 tháng 3, Belotti ghi bàn từ chấm phạt đền ở phút thứ 48 khiến thủ thành Gianluigi Buffon không thể nối dài kỷ lục liên tiếp không để bị thủng lưới dài nhất trong trận thua 1-4.
Belotti bắt đầu mùa giải 2016-17 ghi một bàn thắng trong trận gặp AC Milan tại San Siro, cuối trận anh đã bị Gianluigi Donnarumma cản phá pha đá phạt đền dẫn đến trận thua 2-3. Vòng sau, vào ngày 28 tháng 8 năm 2016, anh đã ghi hat-trick đầu tiên trong chiến thắng 5-1 trước Bologna ở Serie A, mặc dù sau đó anh đã đá hỏng một quả penalty trong thời gian thi đấu. Vào ngày 25 tháng 9, anh mở tỷ số trong chiến thắng 3-1 trước AS Roma. Anh đã kết thúc mùa giải với 26 bàn thắng và 2 tại Coppa Italia.

## Sự nghiệp quốc tế
Ngày 27 tháng 8 năm 2016, Belotti được gọi vào đội tuyển Ý bởi huấn luyện viên Gian Piero Ventura cho trận giao hữu với Pháp vào ngày 1 tháng 9 và một trận vòng loại World Cup 2018 gặp Israel. Anh có trận ra mắt quốc tế gặp Pháp, vào sân thay người trong trận thua 1-3 trên sân nhà. Belotti ghi bàn thắng đầu tiên của mình vào ngày 9 tháng 10, là bàn mở đầu cho trận đấu vòng loại World Cup thứ ba, trong chiến thắng 3-2 trước Macedonia.
Năm 2021, anh cùng đội tuyển Ý giành chức vô địch Euro lần thứ hai sau khi vượt qua đội tuyển Anh ở trận chung kết.

## Phong cách chơi bóng
Anh bắt đầu sự nghiệp của mình như là một tiền vệ hoặc tiền vệ cánh, nhưng theo sự chỉ dẫn của HLV Albinoleffe ở đội trẻ của Alessio Pala, anh chuyển sang vị trí tiền đạo bởi phong cách của Gianluca Vialli và phong cách chơi của anh có nét tương đồng. Belotti là một tiền đạo có những cú sút mạnh với cả hai chân thuận. Anh có thế mạnh trong việc tranh chấp tay đôi trên không, và nổi bật cho khả năng tăng tốc của mình, đọc tình huống chiến thuật thông minh.
Belotti có biệt danh là Il Gallo (gà trống). Biệt danh xuất phát từ tên họ của người bạn thời thơ ấu thân thiết của mình hay nói đùa anh hay ăn mừng bàn thắng của mình bằng cách bắt chước một con gà trống và đặt bàn tay trên trán.

## Thống kê sự nghiệp

### Câu lạc bộ
Tính đến 15 tháng 5 năm 2021
| Câu lạc bộ          | Mùa giải            | Giải đấu                   | Giải đấu | Giải đấu | Cúp quốc gia | Cúp quốc gia | Châu Âu | Châu Âu | Tổng cộng | Tổng cộng |
| Câu lạc bộ          | Mùa giải            | Hạng                       | Trận     | Bàn      | Trận         | Bàn          | Trận    | Bàn     | Trận      | Bàn       |
| ------------------- | ------------------- | -------------------------- | -------- | -------- | ------------ | ------------ | ------- | ------- | --------- | --------- |
| AlbinoLeffe         | 2011–12             | Serie B                    | 8        | 2        | 0            | 0            | —       | —       | 8         | 2         |
| AlbinoLeffe         | 2012–13             | Lega Pro Seconda Divisione | 30       | 12       | 1            | 0            | —       | —       | 31        | 12        |
| AlbinoLeffe         | 2013–14             | Lega Pro Seconda Divisione | —        | —        | 1            | 0            | —       | —       | 1         | 0         |
| AlbinoLeffe         | Tổng cộng           | Tổng cộng                  | 38       | 14       | 2            | 0            | —       | —       | 40        | 14        |
| Palermo             | 2013–14             | Serie B                    | 24       | 10       | 0            | 0            | —       | —       | 24        | 10        |
| Palermo             | 2014–15             | Serie A                    | 38       | 6        | 1            | 0            | —       | —       | 39        | 6         |
| Palermo             | 2015–16             | Serie A                    | —        | —        | 1            | 0            | —       | —       | 1         | 0         |
| Palermo             | Tổng cộng           | Tổng cộng                  | 62       | 16       | 2            | 0            | —       | —       | 64        | 16        |
| Torino              | 2015–16             | Serie A                    | 35       | 12       | 1            | 0            | —       | —       | 36        | 12        |
| Torino              | 2016–17             | Serie A                    | 35       | 26       | 3            | 2            | —       | —       | 38        | 28        |
| Torino              | 2017–18             | Serie A                    | 32       | 10       | 3            | 3            | —       | —       | 35        | 13        |
| Torino              | 2018–19             | Serie A                    | 37       | 15       | 2            | 2            | —       | —       | 39        | 17        |
| Torino              | 2019–20             | Serie A                    | 36       | 16       | 2            | 0            | 6       | 6       | 44        | 22        |
| Torino              | 2020–21             | Serie A                    | 33       | 13       | 1            | 0            | —       | —       | 34        | 13        |
| Torino              | 2021–22             | Serie A                    | 22       | 8        | 1            | 0            | —       | —       | 23        | 8         |
| Torino              | Tổng cộng           | Tổng cộng                  | 232      | 100      | 13           | 7            | 6       | 6       | 251       | 113       |
| Roma                | 2022–23             | Serie A                    | 31       | 0        | 1            | 1            | 14      | 3       | 46        | 4         |
| Roma                | 2023–24             | Serie A                    | 14       | 3        | 2            | 0            | 6       | 3       | 22        | 6         |
| Roma                | Tổng cộng           | Tổng cộng                  | 45       | 3        | 3            | 1            | 20      | 6       | 68        | 10        |
| Fiorentina (mượn)   | 2023–24             | Serie A                    | 15       | 3        | 2            | 0            | 7       | 1       | 24        | 4         |
| Como                | 2024–25             | Serie A                    | 3        | 0        | 1            | 0            | —       | —       | 4         | 0         |
| Tổng cộng sự nghiệp | Tổng cộng sự nghiệp | Tổng cộng sự nghiệp        | 396      | 136      | 23           | 8            | 33      | 13      | 452       | 157       |

1. 1 2 3  Số lần ra sân tại UEFA Europa League
2. ↑  Số lần ra sân tại UEFA Europa Conference League

### Quốc tế
Tính đến 1 tháng 6 năm 2022
| Đội tuyển quốc gia | Năm       | Trận | Bàn |
| ------------------ | --------- | ---- | --- |
| Ý                  |           |      |     |
| 2016               | 5         | 3    |     |
| 2017               | 8         | 1    |     |
| 2018               | 8         | 1    |     |
| 2019               | 6         | 4    |     |
| 2020               | 4         | 1    |     |
| 2021               | 10        | 2    |     |
| 2022               | 2         | 0    |     |
| Tổng cộng          | Tổng cộng | 43   | 12  |

### Bàn thắng quốc tế
Tính đến ngày 28 tháng 3 năm 2021.
| #  | Ngày                 | Địa điểm                                                | Đối thủ              | Bàn thắng | Kết quả | Giải đấu                    |
| -- | -------------------- | ------------------------------------------------------- | -------------------- | --------- | ------- | --------------------------- |
| 1  | 9 tháng 10 năm 2016  | Philip II Arena, Skopje, Bắc Macedonia                  | Bắc Macedonia        | 1–0       | 3–2     | Vòng loại World Cup 2018    |
| 2  | 12 tháng 11 năm 2016 | Sân vận động Rheinpark, Vaduz, Liechtenstein            | Liechtenstein        | 1–0       | 4–0     | Vòng loại World Cup 2018    |
| 3  | 12 tháng 11 năm 2016 | Sân vận động Rheinpark, Vaduz, Liechtenstein            | Liechtenstein        | 4–0       | 4–0     | Vòng loại World Cup 2018    |
| 4  | 11 tháng 6 năm 2017  | Sân vận động Friuli, Udine, Ý                           | Liechtenstein        | 2–0       | 5–0     | Vòng loại World Cup 2018    |
| 5  | 28 tháng 5 năm 2017  | kybunpark, St. Gallen, Thụy Sĩ                          | Ả Rập Xê Út          | 2–0       | 2–0     | Giao hữu                    |
| 6  | 5 tháng 9 năm 2019   | Sân vận động Cộng hòa Vazgen Sargsyan, Yerevan, Armenia | Armenia              | 1–1       | 3–1     | Vòng loại Euro 2020         |
| 7  | 15 tháng 10 năm 2019 | Sân vận động Rheinpark, Vaduz, Liechtenstein            | Liechtenstein        | 2–0       | 5–0     | Vòng loại Euro 2020         |
| 8  | 15 tháng 10 năm 2019 | Sân vận động Rheinpark, Vaduz, Liechtenstein            | Liechtenstein        | 5–0       | 5–0     | Vòng loại Euro 2020         |
| 9  | 15 tháng 11 năm 2019 | Sân vận động Bilino Polje, Zenica, Bosna và Hercegovina | Bosna và Hercegovina | 3–0       | 3–0     | Vòng loại Euro 2020         |
| 10 | 18 tháng 11 năm 2020 | Sân vận động Grbavica, Sarajevo, Bosna và Hercegovina   | Bosna và Hercegovina | 1–0       | 2–0     | UEFA Nations League 2020–21 |
| 11 | 28 tháng 3 năm 2021  | Sân vận động Quốc gia Vasil Levski, Sofia, Bulgaria     | Bulgaria             | 1–0       | 2–0     | Vòng loại World Cup 2022    |
| 12 | 28 tháng 5 năm 2021  | Sardegna Arena, Cagliari, Ý                             | San Marino           | 4–0       | 7–0     | Giao hữu                    |

## Danh hiệu
Palermo
- Serie B: 2013–14

Ý
- UEFA European Championship: 2020